# Cançoner de Medinaceli

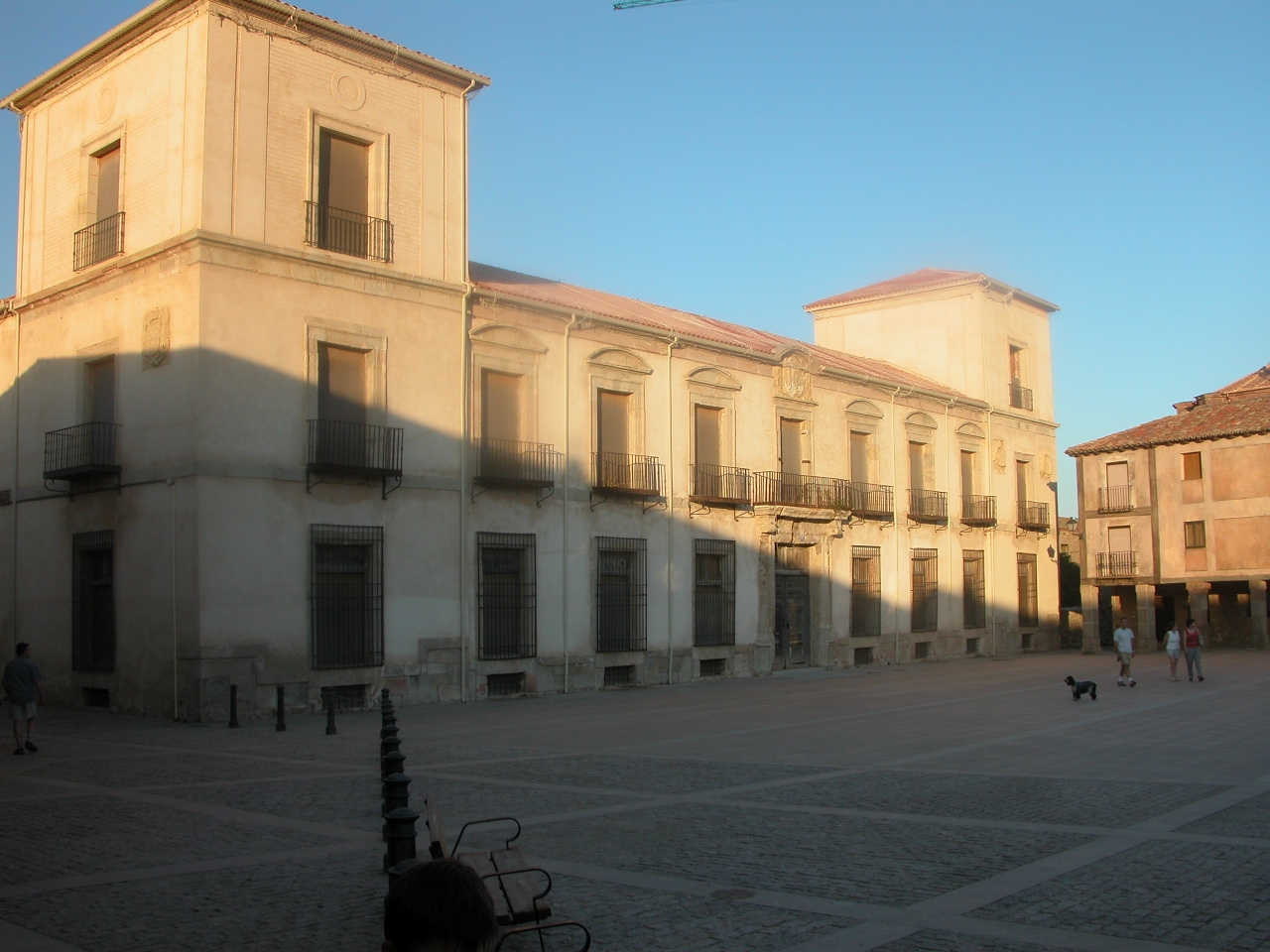
Casa del Duc de Medinaceli

El Cançoner de Medinaceli o Cançoner Musical de Medinaceli (CMM) és un manuscrit que conté música del Renaixement espanyola. Va ser copiat a la segona meitat del segle xvi i es va conservar a la Biblioteca de la Casa del Duc de Medinaceli, d'on procedeix el seu nom. Probablement, constitueix la recopilació de polifonia profana espanyola de l'època renaixentista més important després de l'Cancionero de Palacio.
El manuscrit va ser estudiat i transcrit pel musicòleg Miquel Querol i Gavaldà del CSIC a Barcelona el 1949-1950).

## Obres
El llibre conté 177 obres, de les quals 100 són seculars i la resta religioses. El gènere musical millor representat en el repertori secular és el madrigal, comptant també amb nadales i romanços.
Hi ha obres dels compositors següents: Cristóbal de Morales (16 obres), Ginés de Morata (11), Juan Navarro (8), Francisco Guerrero (7), Rodrigo de Ceballos (7), Diego garçon (7), Cipriano (podria ser Cipriano de Soto) (6), Bernal Gonçales (4), Pedro Guerrero (3), Antonio Cebrián (3), Ortega (1), Fra Juan Díaz (1), F. Chacón (1), B. Farfán (1), Antonio de Cabezón (1), Bartolomé Escobedo (1), Gerónimo (podria ser Gerónimo de la Cova Durán) (1), Nicolas Gombert (1), Orlando di Lasso (1). Com es pot veure la majoria dels compositors són andalusos o van treballar al voltant de les catedrals andaluses. Hi ha també 43 obres anònimes. En general, aquests compositors van posar música a nadales i poemes de literats com Joan Boscà, Garcilaso de la Vega, Gutierre de Cetina, Jorge de Montemayor, Baltasar de l'Alcàsser, Juan de Leyva i Garci Sánchez de Badajoz.

## Discografia
- El cançoner de Medinaceli 1535-1595. Jordi Savall. Hespèrion XX. Astrée. 1992